# Ignasi Vidal
Ignasi Vidal va ser organista titular i mestre de capella interí de la capella de Santa Maria del Mar de Barcelona entre 
els anys 1696 i 1697.
Era un dels músics que ocuparen la plaça de mestre de capella de Santa Maria del Mar de Barcelona. Es dona algun coincidència temporal entre mestres, ja que un mestre jubilat retenia la titularitat de la plaça fins a la seva mort, coexistint així amb un suplent interí, que normalment el succeiria.
En el cas de Vidal, va fer d'interí de Francesc Valls i Galan entre el 13 de desembre de 1696 i el 14 de novembre de 1697, havent renunciat a la plaça, el va substituir Francesc Espelt (que hi tornava després d'haver-ho estat entre els anys 1690 i 1696). Vidal s'hi quedarà com a organista.
Vidal va treballar-hi en un moment de conflicte, on la capella es trobava en una situació inestable, que constà en acte: 
"se resolgué no cridar mes musichs ÿ cantors de altres Iglesias ni de la seu".
La dependència dels músics fora de la capella i de la parròquia i la falta d'un mestre de capella titular van fer trontollar la confiança. El 12 d'octubre de l'any 1697 es començaran a fer més reunions de consell amb la intenció de trobar-li un successor.
L'any 1692, també va acompanyar Espelt (aleshores mestre de capella) a Mataró per fer de tribunal juntament amb Josep Puig, aleshores organista de Santa Maria de Mataró, arran d'una polèmica sobre la competència del reverend Llop Simó i Ramis. Simó, natural de Mataró, va ser obligat pel tribunal que el va examinar a fer les proves des del temple parroquial entre els dies 2 i el 6 de desembre de 1692, aconseguint la segona plaça de tres que n'hi havia.